# Cheng hua shisi nian
Cheng hua shisi nian (成化十四年S), noto con il titolo internazionale The Sleuth of the Ming Dynasty, è una serie televisiva cinese del 2020, prodotta da Jackie Chan. 

## Trama
Nella Cina del Quattrocento, Tang Fan è un integerrimo giovane ufficiale che desidera scoprire la verità su quello che a prima vista è un semplice suicidio. Procedendo con le indagini, assistito dalla guardia imperiale Sui Zhou, scopre che dietro al caso in questione non è presente un solo colpevole, e che il mandante rischia di dare vita a una tremenda congiura ai danni dell'impero.